# Fondation des États-Unis
La Fondation des États-Unis est une résidence de la Cité internationale universitaire de Paris (CiuP), située dans le 14e arrondissement de Paris face au parc Montsouris.

## Histoire
Cette résidence fut parmi les premières de la Cité internationale à avoir vu le jour. Elle a été construite en 1929 par l'architecte Pierre Leprince-Ringuet, qui est également l’auteur de la maison des élèves de l’École Centrale à Paris, des ateliers Michelin à Londres et du musée d’Archéologie de Beyrouth. Son ouverture a eu lieu le 28 avril 1930 en présence de ses fondateurs, le chirurgien américain Homer Gage et sa femme Mabel Gage, de Walter E. Edge, Ambassadeur des États-Unis, et de Gaston Doumergue, Président de la République française. La Fondation a conservé le style Art déco de son architecture intérieure et présente des fresques du peintre franco-américain Robert La Montagne Saint-Hubert, qui ont été restaurées entre 1994 et 1996. Le Grand Salon avec son décor du pavillon a été inscrit aux monuments historiques par un arrêté du 10 septembre 2009.
Aujourd'hui, la Fondation des États-Unis compte 267 chambres, dont quelques ateliers d’artistes et studios de musique. Son centre culturel propose une programmation franco-américaine (concerts, ateliers, conférences, expositions, spectacles) ouverte au grand public.

## Bourse Harriet Hale Woolley

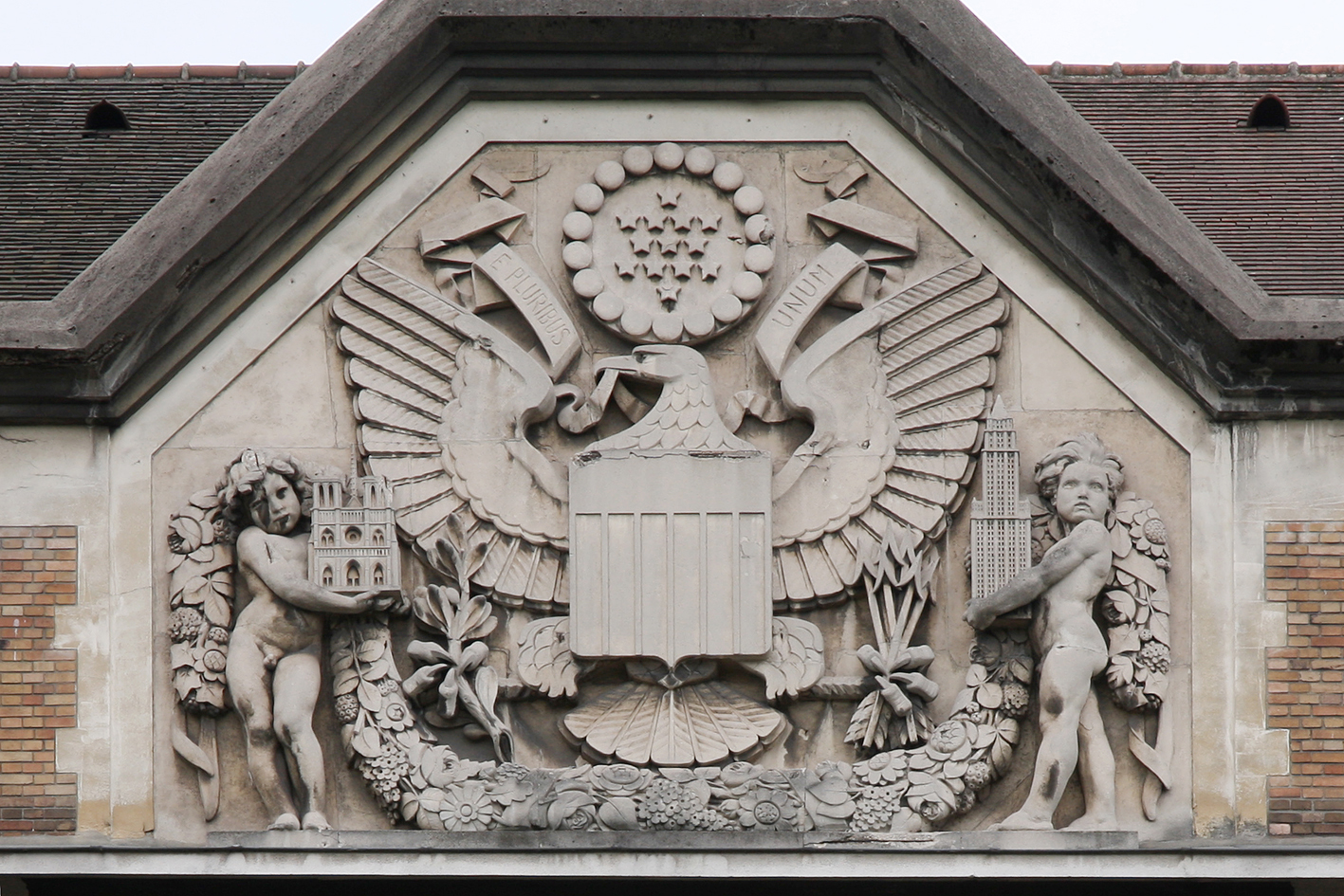
Haut-relief sur la façade de la Fondation des États-Unis, représentant le Grand sceau des États-Unis

Léguée à la Fondation des États-Unis au début des années 1930 par Harriet Hale Woolley, cette bourse est allouée chaque année à quelques étudiants américains en troisième cycle de musique ou des beaux-arts qui souhaitent poursuivre leurs études à Paris. Une bourse est également allouée à un ou une étudiante en psychiatrie, de nationalité américaine, française ou suisse, interne dans un hôpital parisien.

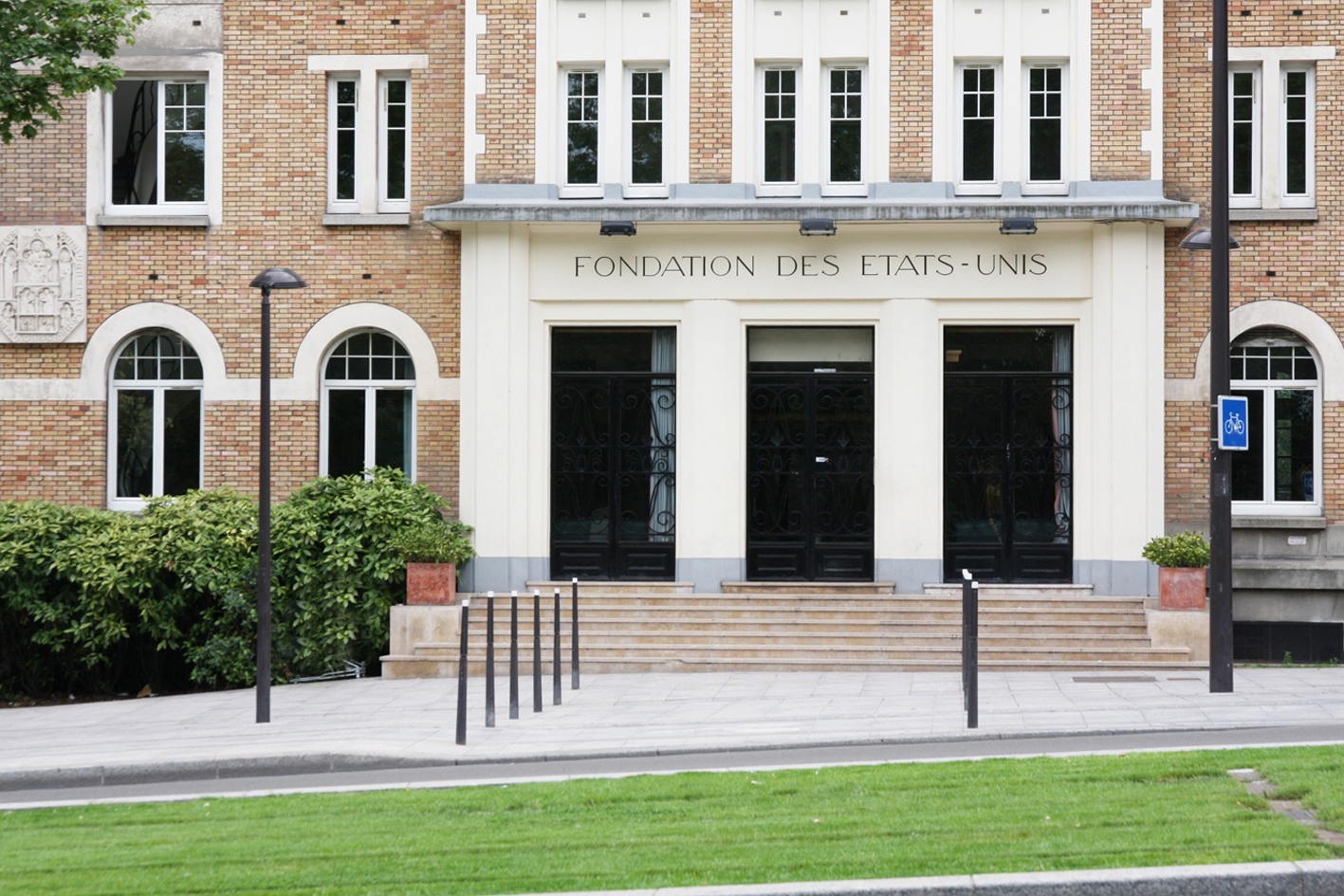
Entrée principale

Les candidats doivent présenter un dossier détaillé en lien avec leur domaine d’étude et qui requiert un long séjour à Paris. La bourse, d'un montant maximum de 10 000 euros, est consacrée au règlement du logement (un atelier d'artiste ou un studio de musique), ainsi qu'aux divers frais quotidiens. Les boursiers sont censés participer régulièrement et d'une manière active à la vie culturelle à la Fondation des États-Unis (vernissages, concerts).

## Les Fresques du Grand Salon
Les fresques ont été découvertes dans le Grand Salon lors des travaux de rénovation de la Fondation des États-Unis en 1995. Grâce à une donation de la Fondation Florence J. Gould et du Conseil Supérieur du Mécénat – Section Patrimoine, ces fresques ont été restaurées par des experts du Musée du Louvre en 2011.
Les cinq fresques, peintes en 1930 par Robert La Montaigne Saint-Hubert et ses deux élèves américains, Ethel Wallace et James Newell sont d’un style Art déco. Important des deux côtés de l’Atlantique, Robert La Montagne Saint-Hubert (1887-1950) était un peintre de fresques et un professeur d’art. Lauréat de l’Institut de France, il a été commissionné par des instituts tels que la Fondation des États-Unis, le Château Thierry, l’Hôtel de Ville de Courcy-le-Château, l’Université de Virginie, et par des villes importantes telles que Reims,, Philadelphie, Hartford, Paris et Greensboro. Les fresques peintes par Robert La Montagne Saint-Hubert se remarquent par leur style unique et leurs couleurs riches et variées. Il existe beaucoup d’exemples de meubles, de textiles et d’architecture dans le style Art déco, mais à l’exception de fresques au musée de l’Art d’Afrique et d’Océanie, celles à la Fondation sont les seules à Paris qui soient intactes. Elles occupent donc une place importante dans l’histoire de l’art de cette période.

## Galerie

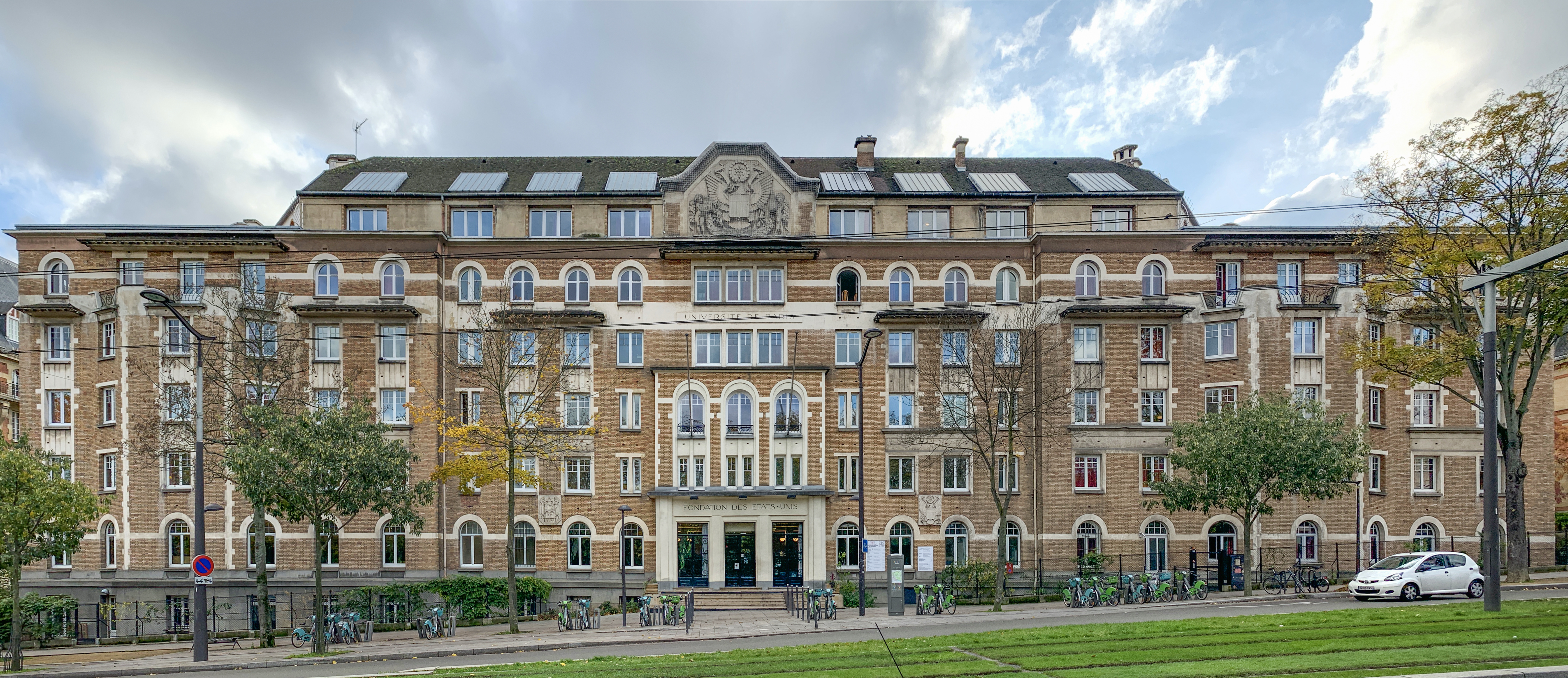
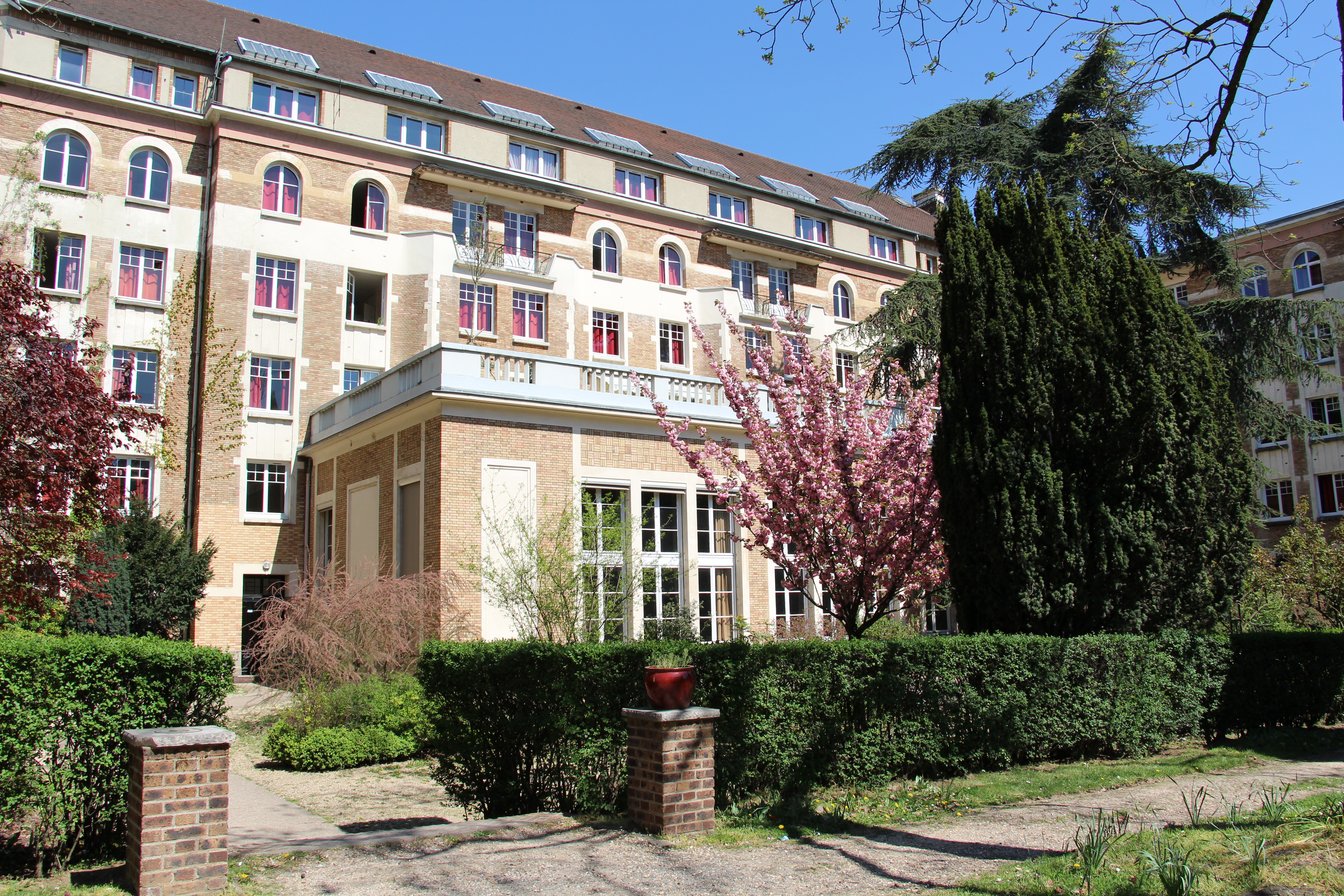
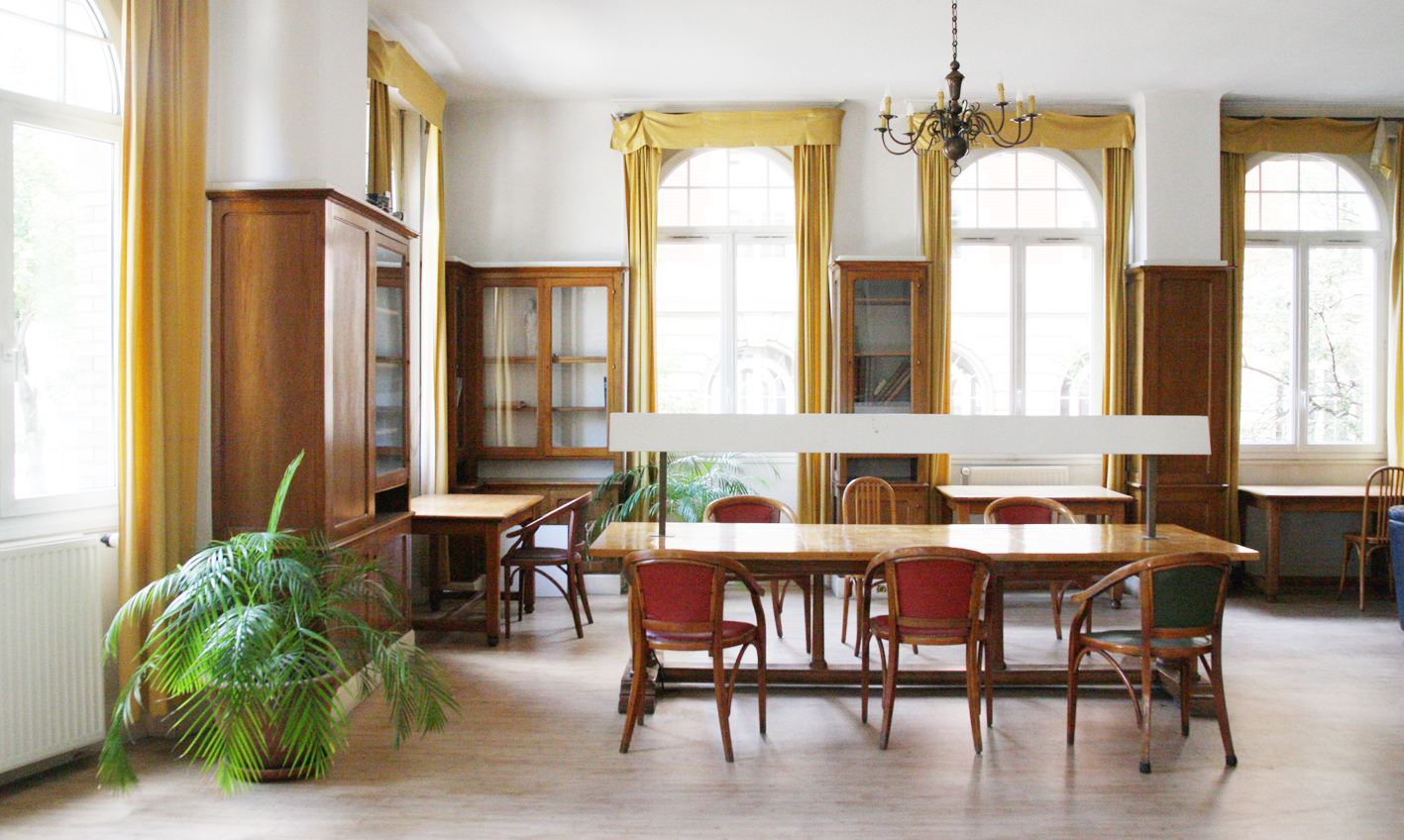
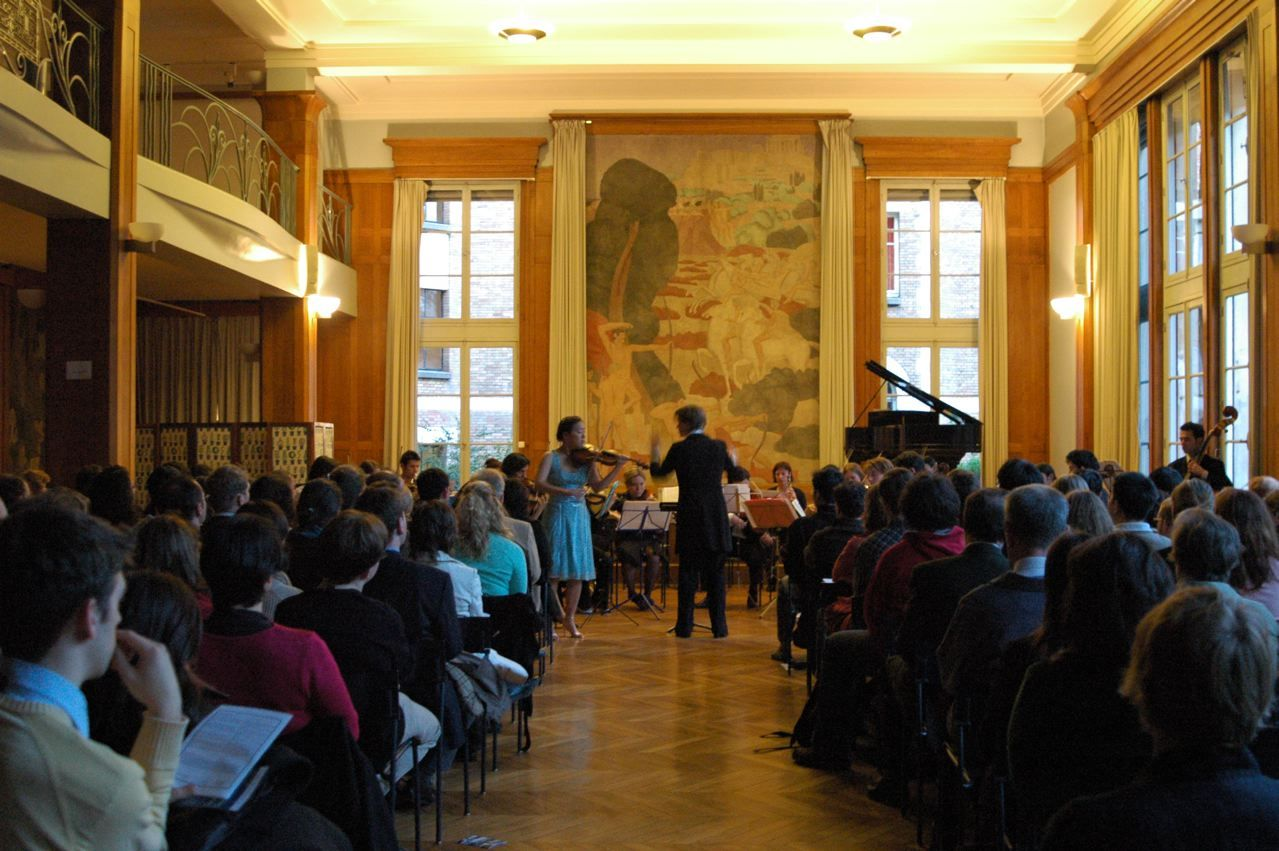